# Bout (verbinding)

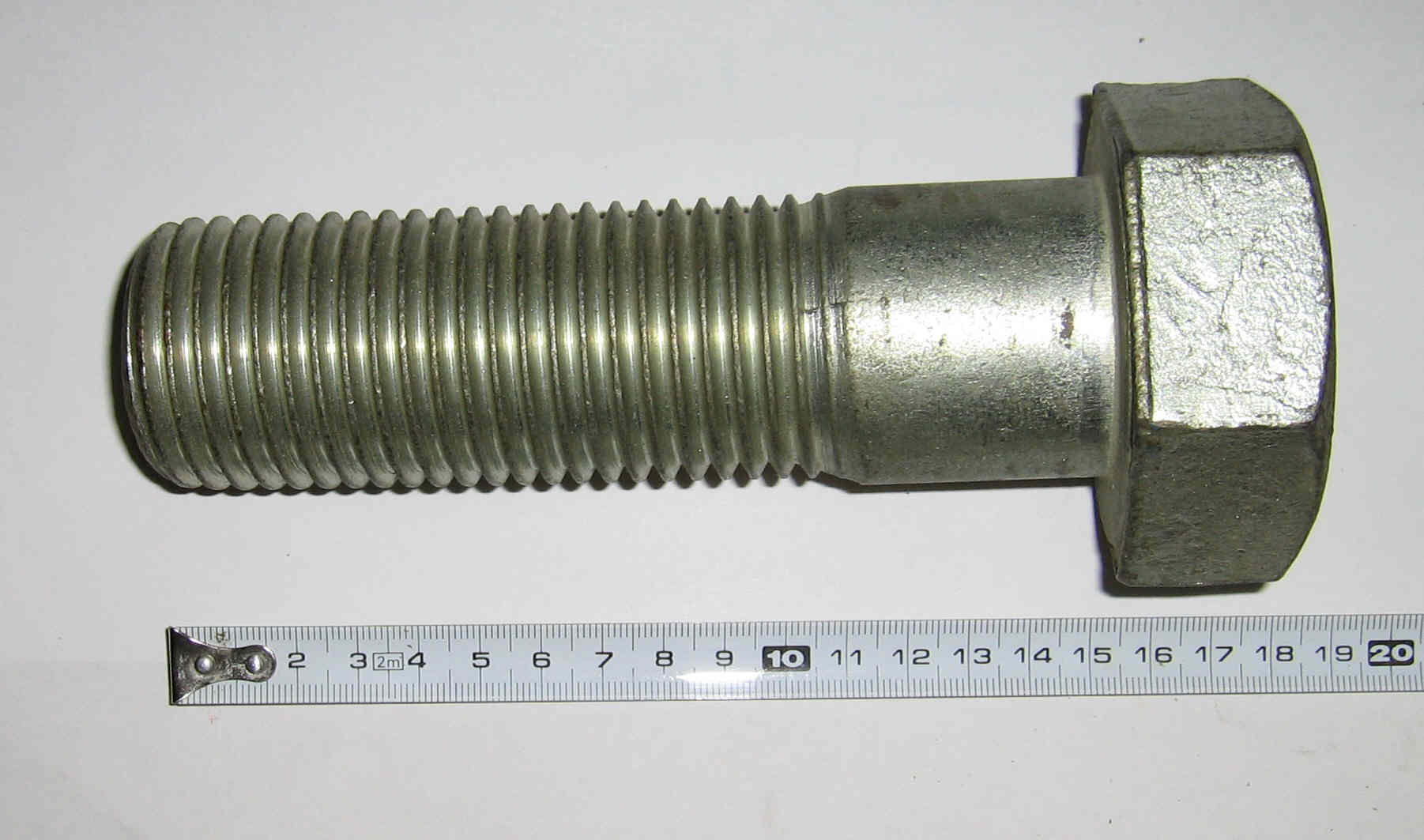
Een machinebout, met gedeeltelijke schroefdraad

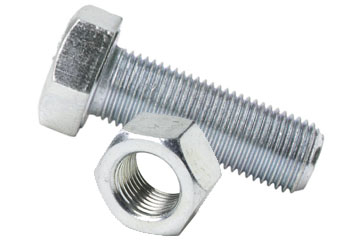
Een bout met volledige schroefdraad en een losse moer

Een bout is een ronde staaf van metaal of ander materiaal waarop schroefdraad is aangebracht en die voorzien is van een kop.
In combinatie met een moer is het een middel om twee of meer voorwerpen met elkaar te verbinden.

## Spraakverwarring schroef en bout
In de volksmond is het verschil tussen een schroef en een bout het verschil tussen een verlopende schroefdraad en een gelijkblijvende schroefdraad-diameter over de lengte van de bout. De 'juiste' definitie is echter dat bij een bout de steel voorzien is van een kop die meestal zeskantig is en waarmee de bout volgens de norm NEN 5501 aan de buitenkant aangedraaid kan worden. Wordt de mogelijkheid tot aandraaien verkregen door een uitsparing in de kop, dan spreekt men van een schroef. De uitsparing daarbij kan bijvoorbeeld zijn: een rechte sleuf, een kruissleuf, een binnenvierkant of -zeskant, een zespuntige ster of een twaalfpuntige ster. Bijvoorbeeld: een "moerbout" en een "houtschroef". Overigens, de norm NEN 5501 is in 2011 vervallen verklaard. Er is geen alternatief voor gekomen. Dit houdt in dat er geen geldende regelgeving meer is over wat nu een bout of schroef is, per definitie.

## Kop van de bout

Bovenaanzicht van een inbus en torx schroefkop

Een bout bestaat uit een cilindervormig deel waaromheen een schroefdraad is aangebracht. Aan één einde heeft een bout een verbreding, de zgn. kop. De kop van een bout kan er verschillend uitzien, en daarom verschillend gereedschap vereisen. Het meest voorkomend is echter:
- een zeshoekige kop voor gebruik met een sleutel, oftewel een zeskantbout

Doordat er echter vaak verwarring is tussen de verschillen van een schroef en een bout, is het vrij normaal dat de volgende middelen als bout worden genoemd in de volksmond, maar volgens de definitie onder een schroef vallen:
- een zeszijdig gat in de kop, een inbus of schroef met binnenzeskant
- een zespuntig, stervormig gat in de kop, een torx
- een sleuf in de kop, voor gebruik met een schroevendraaier.

## Schroefdraad
Er bestaan twee grote families van schroefdraad voor bouten en schroeven:
1. Metrisch (ISO): hierbij zijn de diameter en de spoed afgeleid van de millimeter; en metrisch-fijn, waarbij de spoed kleiner is. De vorm van de schroefdraad, de tophoek is 60° bij metrische draad. Deze worden tegenwoordig het meest toegepast. De standaard hiervoor is ontwikkeld in het midden van de 20e eeuw.
2. Imperial: Verenigd Koninkrijk en USA: Diameter en spoed afgeleid van de inch; De vorm van de schroefdraad, de tophoek is 55° voor Whitworth draad
  1. Whitworth. Ontwikkeld in het midden van de 19e eeuw in Engeland door Joseph Whitworth.
  2. Unified Coarse (UNC), Unified Fine (UNF)

Anders dan bij gewone bouten loopt bij een zogeheten 'tapbout' de schroefdraad door tot onder de kop. Deze bouten kunnen daarom geheel in bijvoorbeeld gietijzeren en lichtmetalen machinedelen worden gedraaid.

## Draairichting
De schroefdraad is meestal zo gemaakt dat om een bout ergens in te draaien er met de klok mee moet worden gedraaid met het stuk gereedschap dat geschikt is voor de boutkop. Er bestaan echter ook bouten en moeren met de schroefdraad de andere kant op, dit worden bouten met linkse schroefdraad genoemd. Deze bouten zijn soms gemerkt met een streep in de zijkant van de kop. Deze linkse bouten kwamen vroeger relatief veel voor in niet-metrische draad, tegenwoordig alleen nog maar voor speciale toepassingen. Zoals voor de bevestiging van het linkerpedaal van een fiets of bij gasflessen.

## Mechanische eigenschappen

Staalkwaliteit aangegeven op een boutkop

Op de boutkop is de staalkwaliteit met een ISO code aangegeven waarmee de mechanische eigenschap wordt aangegeven. Dit kan 4.6, 4.8, 8.8, 10.9 of 12.9 zijn. Hoe hoger het getal, hoe sterker de bout of moer.
Het getal voor de punt is 1% van de treksterkte in N/mm². Het getal achter de punt is het tienvoudige van vloeispanning / treksterkte. Bijvoorbeeld, voor een staalkwaliteit 12.9:
Berekening treksterkte (met getal vóór de punt):
{\displaystyle treksterkte=100\cdot 12=1200{\frac {N}{mm^{2}}}}
Berekening vloeispanning (met getal achter de punt):
{\displaystyle 9={\frac {vloeispanning}{treksterkte}}\cdot 10}
{\displaystyle vloeispanning={\frac {9}{10}}\cdot treksterkte={\frac {9}{10}}\cdot 1200=1080{\frac {N}{mm^{2}}}}

## Vervaardiging
Stalen bouten worden gemaakt van cilindervormige staven. De staven worden op de gewenste dikte gemaakt door ze door een hardmetalen mal te persen. Vervolgens wordt er in enkele stappen een zeskantige kop op geperst, waarna de onderkant van de bout wordt afgeschuind en de schroefdraad erin wordt gewalst. Vroeger werd de draad ook wel gesneden, maar dit is nadelig voor de sterkte en is bovendien veel duurder.
Bij dit proces worden de bouten tot nu toe niet verwarmd. Omdat de bouten nu nog te zacht zijn worden ze verhit, daarna snel afgekoeld en dan weer voorzichtig verhit (getemperd), waardoor ze hun sterkte krijgen. De snelheid van afkoelen heeft ook invloed op de sterkte, te snel afkoelen maakt het materiaal brozer. Vervolgens kunnen ze al of niet gegalvaniseerd of gecoat worden om roestvorming tegen te gaan.
Voor minder zwaar belaste verbindingen – bijvoorbeeld in speelgoed – kunnen ook bouten uit andere metalen als (messing, brons), of uit kunststof worden vervaardigd.